# SanGimignano1300
 SanGimignano1300 è un museo storico ed artistico, situato nel centro storico di San Gimignano. Il Museo è stato inaugurato nel febbraio del 2010.

## Esposizione

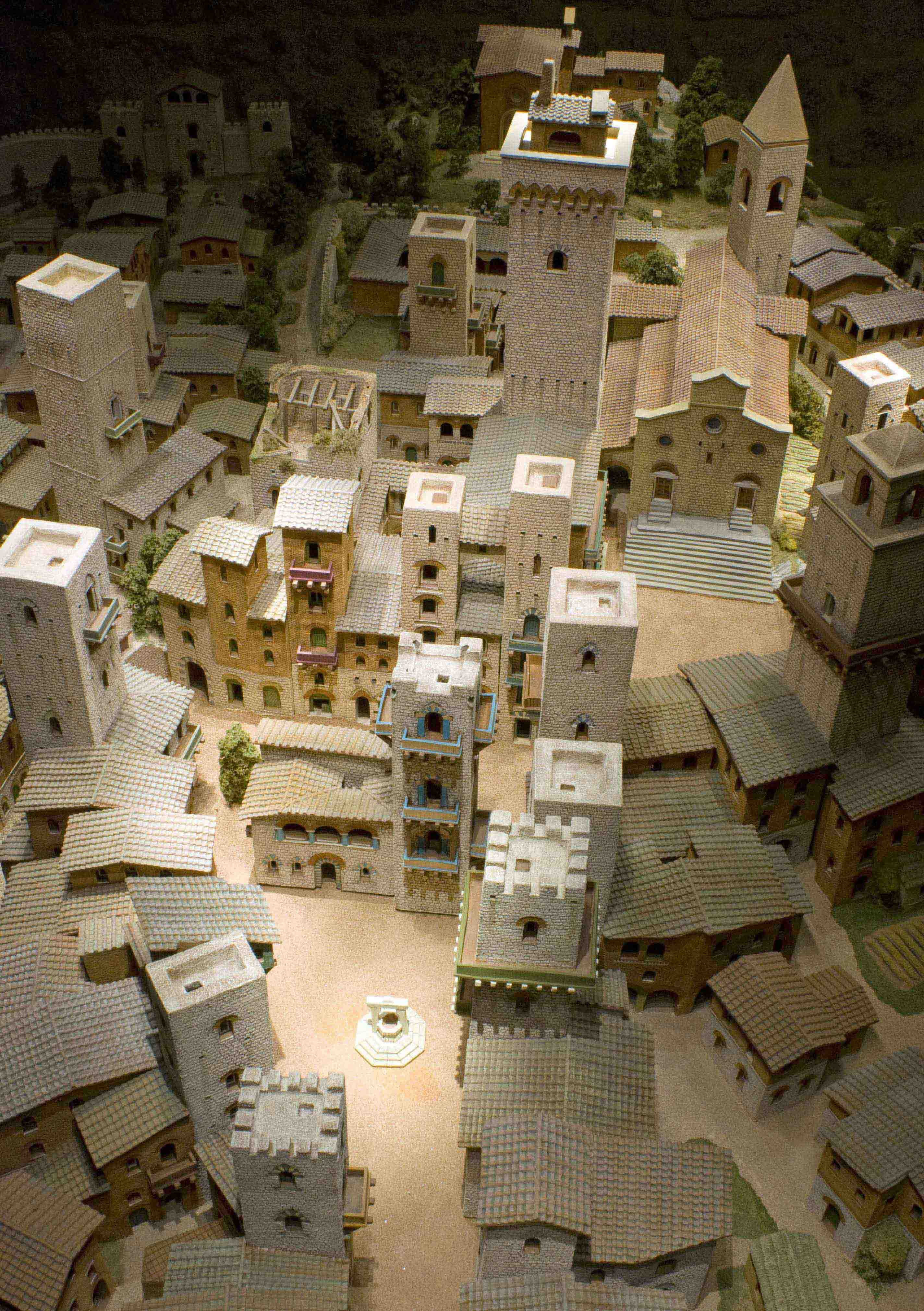
SanGimignano1300

Il museo si articola su una superficie di 800 m². Le sale espositive sono state ricavate dal restauro dei locali di quelli che un tempo furono il Palazzo Gamucci, poi Convento delle Suore di Santa Caterina, ed il Palazzo Ficarelli. L'esposizione è incentrata sugli aspetti storici ed artistici che interessarono San Gimignano nel periodo medievale.

## Percorso museale
Il percorso museale è suddiviso in dieci gallerie espositive dove sono presenti approfondimenti sulla Via Francigena e sulle rotte del pellegrinaggio nel medioevo, ricostruzioni di particolari della vita cittadina e rurale dedicati alle arti e professioni dell'epoca e l'imponente riproduzione in scala 1:100 della città di San Gimignano nel XIV secolo eseguita interamente a mano in ceramica.

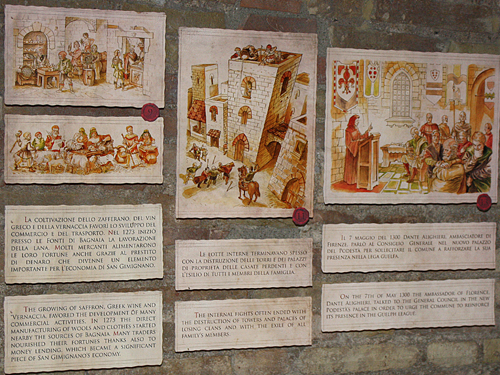
Testimoni del Tempo

Di notevole pregio artistico è la rivisitazione di alcuni particolari del celebre affresco eseguito dal pittore Memmo di Filippuccio all'interno del Palazzo vecchio del Podestà di San Gimignano all'inizio del XIV secolo.
Il Filippuccio ha tramandato una fotografia chiara e dettagliata della società indipendente e trasgressiva di San Gimignano quale Libero Comune. La riproduzione del Convento di San Francesco fuori dalle mura di San Gimignano, completamente demolito nel XVI secolo per consentire l'ampliamento delle fortificazioni della città, è stata inaugurata nel gennaio del 2011.
Il percorso storico-didattico del museo è completato da una serie di acquarelli originali, realizzati da Enrico Guerrini, raffiguranti alcuni importanti momenti nella storia del territorio e della città di San Gimignano, dagli etruschi ai nostri giorni.

## Riconoscimenti
Nel 2011 al Museo è stato assegnato il patrocinio della Commissione Nazionale Italiana dell'UNESCO per l'elevato e qualificato valore formativo delle proposte didattiche “Storia, Arte e Tradizione”.